# Gangs of London
Gangs of London ist eine britische Fernsehserie von Gareth Evans aus dem Jahr 2020, welche am 23. April auf Sky Atlantic in Großbritannien und am 23. Juli ebenfalls auf Sky Atlantic in Deutschland Premiere feierte. Die Serie ist in einem London der Gegenwart angesiedelt, in welchem konkurrierende Clans nach dem Tod eines hochrangigen Mafiabosses um die Vorherrschaft ringen. Die Hauptrollen spielen hierbei Joe Cole, Michelle Fairley, Sope Dirisu und Lucian Msamati. In wiederkehrender Nebenrolle ist zudem Colm Meaney zu sehen.
Die zweite Staffel begann in Deutschland am 20. Oktober 2022.

## Handlung
London wird von Machtkämpfen der internationalen Gangs beherrscht, die zu konkurrieren beginnen, als das Oberhaupt von Londons mächtigster Verbrecherfamilie ermordet wird und daraus plötzlich ein Machtvakuum entsteht.
Finn Wallace war 20 Jahre lang der mächtigste Verbrecher in London. Milliarden von Pfund flossen jedes Jahr durch seine Organisation. Aber jetzt ist er tot, und niemand weiß, wer seine Ermordung befohlen hat. Der impulsive Sean Wallace versucht, den Platz seines Vaters einzunehmen. Das verursacht Unruhe in der Welt des internationalen Verbrechens auf den Straßen Londons, die aus der albanischen Mafia unter der Führung von Luan Dushaj sowie den kurdischen Freiheitskämpfern des Pakistani Drug Cartel und verschiedenen anderen kriminellen Elementen besteht.
Dem muss sich auch die Londoner Polizei stellen, insbesondere Elliot Finch, ein Undercover-Polizist, der die Organisation der Wallace-Familie zu infiltrieren hat.

## Episodenliste

### Staffel 1
nein
| Nr. (ges.) | Nr. (St.) | Deutscher Titel | Originaltitel | Erstausstrahlung UK | Deutschsprachige Erstveröffentlichung (D) | Regie        | Drehbuch                   |
| ---------- | --------- | --------------- | ------------- | ------------------- | ----------------------------------------- | ------------ | -------------------------- |
| 1          | 1         | Machtwechsel    | Episode 1     | 23. Apr. 2020       | 23. Juli 2020                             | Gareth Evans | Gareth Evans Matt Flannery |
| 2          | 2         | Blutbad         | Episode 2     | 23. Apr. 2020       | 23. Juli 2020                             | Corin Hardy  | Clare Wilson               |
| 3          | 3         | Drogendiebstahl | Episode 3     | 23. Apr. 2020       | 23. Jul. 2020 TV 30. Jul. 2020            | Corin Hardy  | Peter Berry                |
| 4          | 4         | Nagelprobe      | Episode 4     | 23. Apr. 2020       | 23. Jul. 2020 TV 30. Jul. 2020            | Corin Hardy  | Peter Berry Joe Murtagh    |
| 5          | 5         | Belagerung      | Episode 5     | 23. Apr. 2020       | 23. Jul. 2020 TV 06. Aug. 2020            | Gareth Evans | Gareth Evans Matt Flannery |
| 6          | 6         | Abgetaucht      | Episode 6     | 23. Apr. 2020       | 23. Jul. 2020 TV 06. Aug. 2020            | Xavier Gens  | Lauren Sequeira            |
| 7          | 7         | Abrechnung      | Episode 7     | 23. Apr. 2020       | 23. Jul. 2020 TV 13. Aug. 2020            | Xavier Gens  | Peter Berry                |
| 8          | 8         | Gejagt          | Episode 8     | 23. Apr. 2020       | 30. Jul. 2020 TV 13. Aug. 2020            | Xavier Gens  | Carl Joos Peter Berry      |
| 9          | 9         | Panama          | Episode 9     | 23. Apr. 2020       | 30. Jul. 2020 TV 20. Aug. 2020            | Corin Hardy  | Clare Wilson               |

### Staffel 2
| Nr. (ges.) | Nr. (St.) | Deutscher Titel | Originaltitel | Erstausstrahlung UK | Deutschsprachige Erstveröffentlichung (D) | Regie           | Drehbuch                     |
| ---------- | --------- | --------------- | ------------- | ------------------- | ----------------------------------------- | --------------- | ---------------------------- |
| 10         | 1         | Koba            | Episode 1     | 20. Okt. 2022       | 20. Okt. 2022                             | Corin Hardy     | Tom Butterworth              |
| 11         | 2         | Dämonen         | Episode 2     | 20. Okt. 2022       | 27. Okt. 2022                             | Corin Hardy     | Lauren Sequeira              |
| 12         | 3         | Wiedergeburt    | Episode 3     | 20. Okt. 2022       | 3. Nov. 2022                              | Marcela Said    | Tom Butterworth Steve Searle |
| 13         | 4         | Begraben        | Episode 4     | 20. Okt. 2022       | 10. Nov. 2022                             | Corin Hardy     | Danusia Samal                |
| 14         | 5         | Allianz         | Episode 5     | 20. Okt. 2022       | 17. Nov. 2022                             | Nima Nourizadeh | Rowan Athale                 |
| 15         | 6         | Rachedurst      | Episode 6     | 20. Okt. 2022       | 24. Nov. 2022                             | Nima Nourizadeh | Meg Salter                   |
| 16         | 7         | Karaoke         | Episode 7     | 20. Okt. 2022       | 1. Dez. 2022                              | Corin Hardy     | Rowan Athale                 |
| 17         | 8         | Gift            | Episode 8     | 20. Okt. 2022       | 8. Dez. 2022                              | Corin Hardy     | Tom Butterworth              |

## Besetzung und Synchronisation
Die Synchronisation entstand bei der Berliner Synchron GmbH Wenzel Lüdecke. Hans-Achim Günther und Lutz Riedel schrieben die Dialogbücher, wobei letzterer ebenfalls Regie führte.
| Figur            | Darsteller           | Deutscher Sprecher          |
| ---------------- | -------------------- | --------------------------- |
| Sean Wallace     | Joe Cole             | Sebastian Fitzner           |
| Marian Wallace   | Michelle Fairley     | Heike Schroetter            |
| Elliot Finch     | Sope Dirisu          | Johann Fohl Prince Kuhlmann |
| Ed Dumani        | Lucian Msamati       | Tilo Schmitz                |
| Finn Wallace     | Colm Meaney          | Lutz Riedel                 |
| Alexander Dumani | Paapa Essiedu        | Roman Wolko                 |
| Shannon Dumani   | Pippa Bennett-Warner | Svantje Wascher             |
| Billy Wallace    | Brian Vernel         | Julian Tennstedt            |
| Koba             | Waleed Zuaiter       | Jaron Löwenberg             |
| DI Vicky Chung   | Jing Lusi            | Uschi Hugo                  |

## Rezeption
Auf dem Bewertungsportal Rotten Tomatoes erhielt die Serie eine Zustimmungsrate von 91 Prozent basierend auf 33 Bewertungen. Der Konsens der Kritiker der Website lautete: „Gangs of London ist ein Meisterwerk der modernen Krimifamilie und baut sein eigenes Imperium auf bewährtem Mafia-Rasen auf – komplett mit fesselndem Drama, aufregender Action, abgesehen von einigen sehr langweiligen Schauspielern.“
Das Männermagazin GQ – Gentlemen’s Quarterly meinte, es sei „ein starker früher Anwärter darauf, die beste Show des Sommers zu werden“.
Heike Hupertz von der Frankfurter Allgemeinen Zeitung stellt fest: „In Großbritannien sorgte die Serie für einen Schock und war für Sky ein Publikumserfolg.“
Der Stern schrieb: „Die erste Staffel von ‚Gangs of London‘ wurde von Kritikern hochgelobt. ‚The Guardian‘ beschrieb die Serie 2020 als ‚wilden Ritt‘, der abgebrühte Action-Fans ‚verwöhnen‘ würde. ‚The Rolling Stone‘ bezeichnete die Kampfszenen als ‚atemberaubend‘ und nannte Gareth Evans ‚einen der besten Action-Regisseure der Welt‘. Ob die zweite Staffel mit dem ersten Teil mithalten kann, dürfen nun die Fans entscheiden.“
Sky Atlantic erreichte mit der Eröffnungsfolge in 7 Tagen 2,23 Millionen Zuschauer.